# 民主カンプチア連合政府

民主カンプチア連合政府
（1982年-1990年）
カンボジア国民政府
（1990年-1991年）
រដ្ឋាភិបាលចម្រុះនៃកម្ពុជាប្រជាធិបតេយ្យ
（1982 ‐ 1990）
រដ្ឋាភិបាលជាតិនៃកម្ពុជា
（1990 ‐ 1992）

国歌: ដប់ប្រាំពីរមេសាមហាជោគជ័យ（クメール語）
栄光の4月17日

បទនគររាជ（クメール語）
王国

ベトナムが占領していたカンボジアの位置

民主カンプチア連合政府（みんしゅカンプチアれんごうせいふ、クメール語: រដ្ឋាភិបាលចម្រុះនៃកម្ពុជាប្រជាធិបតេយ្យ、英称：The Coalition Government of Democratic Kampuchea、英略称：CGDK）は、1982年にノロドム・シハヌークのフンシンペック、民主カンプチア党、クメール人民民族解放戦線の三つの政治派閥で形成されていた亡命政府である。

## 解説
民主カンプチアが倒され、ベトナムの支援を受けて成立したカンプチア人民共和国に対抗し、カンプチア人民革命党と反ベトナム三派連合政府の対立が継続する。CGDK存命中は民主カンプチアの勢力を拡大し、CGDKは国際承認されていた。
1991年のパリ協定に先立ち、1990年2月3日、CGDKは名称をカンボジア国民政府（カンボジアこくみんせいふ、クメール語: រដ្ឋាភិបាលជាតិនៃកម្ពុជា、英称：National Government of Cambodia、英略称：NGC）へと変更したが、1993年には解散した。

## 国際的評価

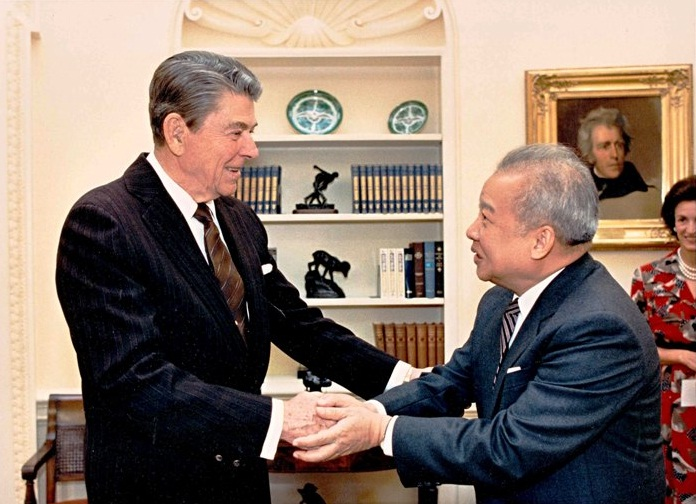
1988年10月11日、大統領執務室でロナルド・レーガン米大統領と記念撮影するノロドム・シアヌーク王子

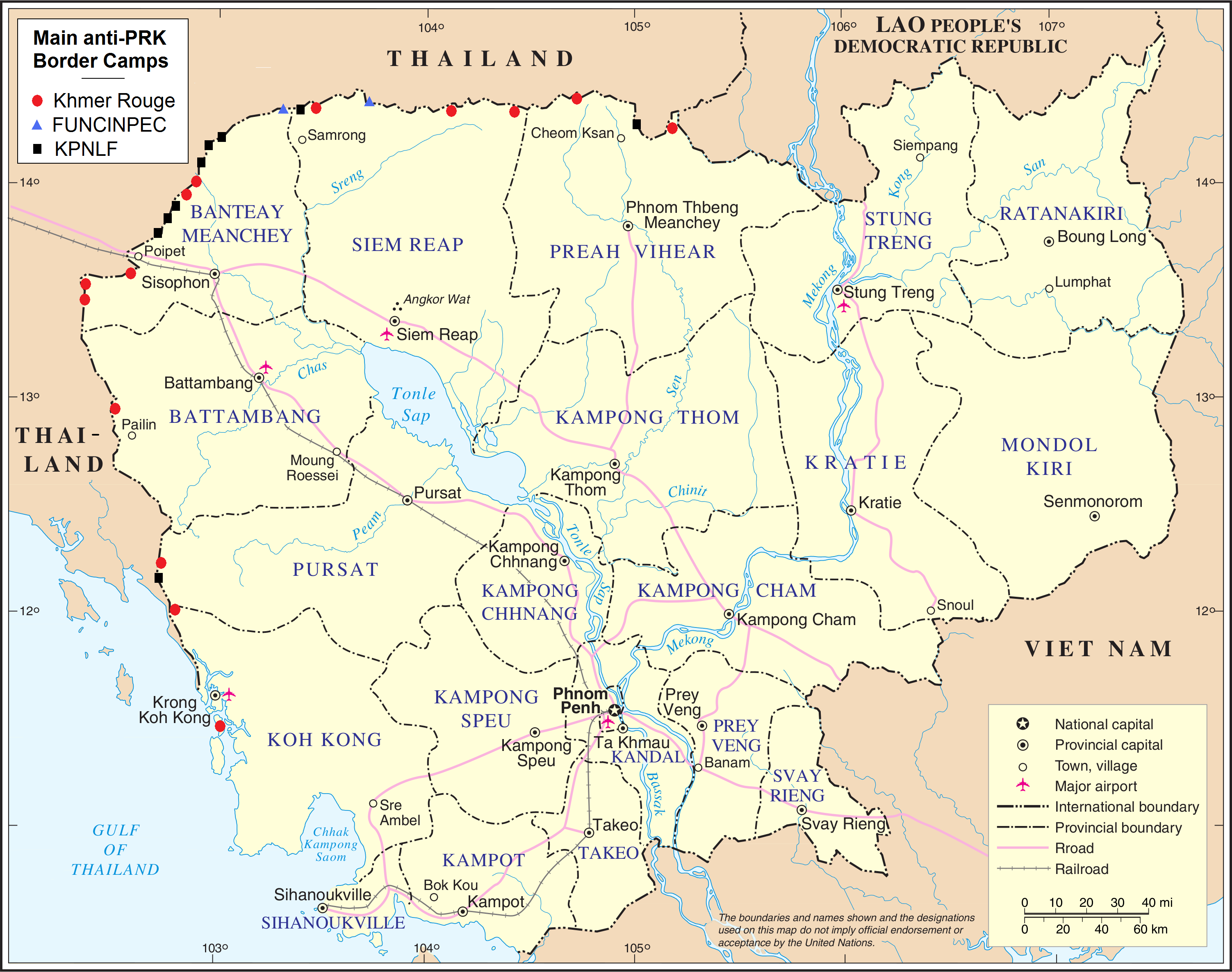
カンプチア人民共和国と敵対するタイ・カンボジア国境のキャンプ（1979～1984年）

## 関連文献
- Jeldres, Julio A. (2005). Volume 1 – Shadows Over Angkor: Memoirs of His Majesty King Norodom Sihanouk of Cambodia. Phnom Penh: Monument Books. ISBN 974-92648-6-X
- Osborne, Milton E. (1994). Sihanouk Prince of Light, Prince of Darkness. Honolulu: University of Hawaii Press. ISBN 978-0-8248-1639-1
- Mehta, Harish C. (2001). Warrior Prince: Norodom Ranariddh, Son of King Sihanouk of Cambodia. Singapore: Graham Brash. ISBN 981-218-086-9